# Beatbox (Club)

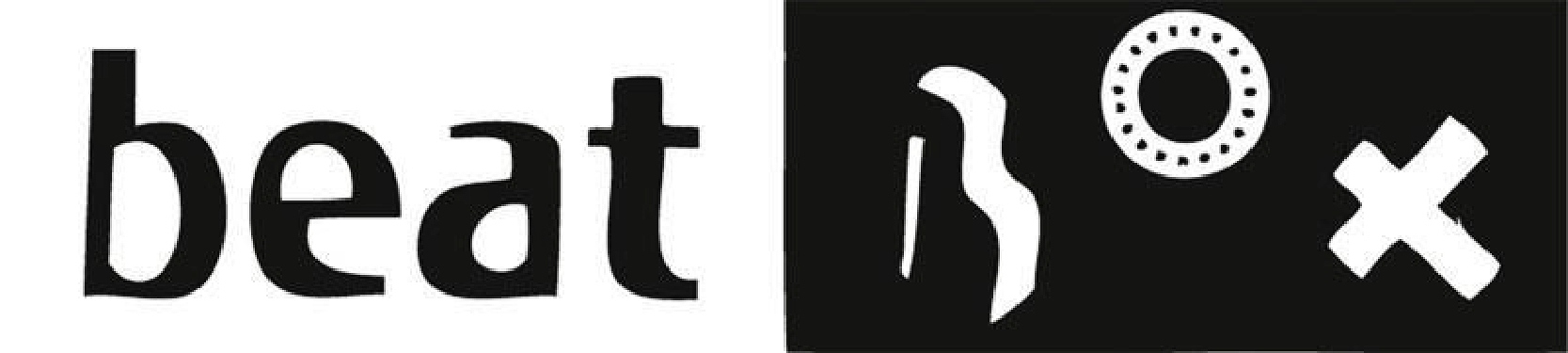
Beatbox-Logo

Die Beatbox (auch Beat-Box oder Beat Box) war ein Club in Wuppertal-Elberfeld, der ab 1988 erstmals in Deutschland und auf dem europäischen Festland Rare Grooves, also neu interpretierte Sounds aus den Bereichen Jazz, House, Hip-Hop, Breakbeat, Reggae, Funk und Jungle in die deutsche Clubszene einführte. Gründer des Clubs waren Markus Kammann, Heribert Meuser und Andreas Dahm.
Kammann hatte früh Kontakt zu dem Londoner DJ Gilles Peterson, der mit dem Club einen Anlaufpunkt auf dem europäischen Festland hatte und hier im Monats-Rhythmus auflegte, wobei er oftmals noch unbekannte Musiker und Bands in die Beat-Box holte. Viele später international bekannte Künstler wie Cassandra Wilson, Jamiroquai, Galliano, Coolio, House of Pain oder A Tribe Called Quest hatten hier einen der ersten Auftritte außerhalb ihrer Heimatländer. Zu anderen hier tätigen DJs gehörte auch der Brite Tim Westwood. Mitarbeiter des Clubs eröffneten den Plattenladen Groove Attack, der 1992 nach Köln zog.
Der Club musste 1996 schließen. Im Jahr 2013 wurde er an gleicher Stelle mit leicht verändertem Personal wiedereröffnet, musste allerdings nur einige Monate später erneut den Betrieb einstellen.